# Matiaška
Matiaška (in ungherese Mátyáska) è un comune della Slovacchia facente parte del distretto di Vranov nad Topľou, nella regione di Prešov.